# Amphibolis griffithii
Amphibolis griffithii là một loài thực vật có hoa trong họ Cymodoceaceae. Loài này được (J.M.Black) Hartog mô tả khoa học đầu tiên năm 1970.